# Потаповский (Ростовская область)
Потаповский — исчезнувший хутор в Дубовском районе Ростовской области. С 1877 и до начала 1920-х годов - станица Потаповская. Станица входила в состав Сальского округа Области войска Донского. Располагалась на левобережье реки Сал между хуторами Новосальский и Сиротский.

## История
Образована в 1877 году из калмыков бывшей Балдырской сотни Верхнего улуса Калмыцкого округа земли Всевеликого войска Донского. Названа по фамилии атамана Войска Донского А.Л. Потапова. По «Списку заселённых мест» от 1859 года в Болдырской (Потаповской) сотне значилось 670 человек на 228 дворов. Также в юрт станицы вошли бывшие Беляевская и Эркетинская сотни (впоследствии выделились в самостоятельные станицы)
Согласно данным первой всеобщей переписи населения Российской империи 1897 года в станице Потаповской проживало 174 души мужского и 192 женского пола, также 19 душ мужского пола при местном хуруле.
В начале XX века в юрте Потаповской станицы действовало пять хурулов. На территории станицы находились временные поселения Лапиной, Кудинов-Кут, Зык, Хулуста-Нур, Мазановское, Кошары. В юрте станицы засевалось до 20 тысяч десятин, что почти равно 22 тысячам гектаров, сеяли пшеницу, ячмень, просо на 205 десятинах и даже лён на 100 десятинах. Скота насчитывалось около 12.000 голов, в том числе 180 верблюдов и даже 2.500 тонкорунных овец. Согласно Алфавитному списку населённых мест области войска Донского 1915 года издания в станице имелось 92 двора, проживало 228 душ мужского и 187 душ женского пола.
В результате Гражданской войны и переселения калмыков на территорию образованной в 1920 году Калмыцкой автономной области калмыцкое население станицы резко сократилось.  Многие переехали в посёлок Бичкин-Кёл, село Потапо-Беляевское Городовиковского района. Очевидно, в связи с сокращением населения станица преобразована в хутор Потаповский. По состоянию на 1926 год хутор входил в состав Гуреевского сельсовета Дубовского района Сальского округа Северо-Кавказского края. Согласно Всесоюзной переписи населения 1926 года в хуторе Потаповском имелось 72 домохозяйства, население хутора составляло 412 человека, из них 394 украинцы.
В 1929 году при образовании Калмыцкого национального района хутор остался за его пределами. В 1932 году оставшиеся калмыки по причине отдалённости от других населённых пунктов Калмыцкого района были переселены в хутор Стояновский бывшей станицы Ново-Алексеевской, который переименован в станицу Стояновскую.

## Население
Динамика численности населения
| 1897 | 1915 | 1926 |
| ---- | ---- | ---- |
| 385  | 425  | 412  |